# Alfons Rebane

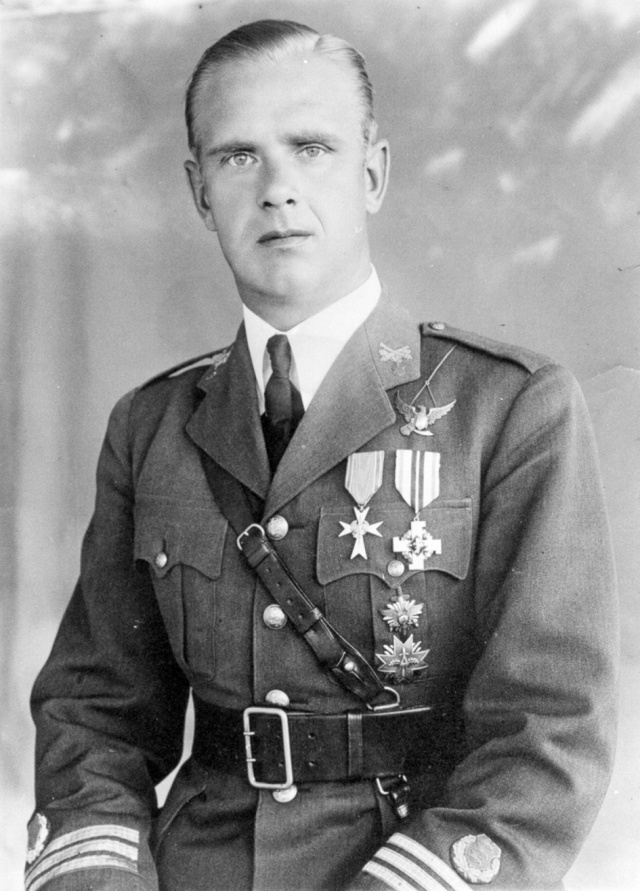
Alfons Rebane

Alfons Vilhelm Robert Rebane (* 11. Junijul. / 24. Juni 1908greg. in Walk; † 8. März 1976 in Augsburg) war ein Offizier der estnischen Armee, der später in der Waffen-SS diente.

## Leben
Alfons Rebane trat nach dem Studium in die estnische Armee ein, der er bis zur Besetzung Estlands 1940 durch die Rote Armee als Offizier diente. Nach dem Einmarsch der Wehrmacht 1941 schloss er sich dieser an und wurde der 15. Ski-Kompanie des Polizei-Bataillons 184 zugeteilt. Im Winter 1941/42 wurden wegen der angespannten Lage auch Polizeieinheiten an die Front geschickt. Im Juni 1942 erfolgte seine Beförderung zum Major und Kommandeur des Freiwilligenbataillons 658. Während der Kämpfe im Januar 1944 gelang es diesem Bataillon eine Frontlücke bei Nowgorod zu schließen. Hierfür wurde ihm am 23. Februar 1944 das Ritterkreuz des Eisernen Kreuzes verliehen. Alle estnischen Freiwilligeneinheiten wurden später in die Waffen-SS übernommen und der 20. Waffen-Grenadier-Division der SS (estnische Nr. 1) zugeteilt. Im April 1944 wurde Rebane Kommandeur des II. Bataillons des SS-Infanterie-Regiments 47, am 26. Juli 1944 übernahm er dann das SS-Infanterie-Regiment 46. An der Narva-Front erlitt die Division 1944 eine vernichtende Niederlage. Nachdem die Rote Armee Estland zurückerobert hatte, wurde die Division nach Neuhammer zur Auffrischung verlegt. Am 9. November 1944 wurde Rebane zum SS-Obersturmbannführer befördert, im März 1945 folgte noch die Beförderung zum SS-Standartenführer. Zu diesem Zeitpunkt kämpfte die Division bereits im Rahmen der Heeresgruppe Mitte in Schlesien und dem damaligen „Reichsprotektorat Böhmen und Mähren“. Außerdem wurde er bei Kriegsende, nachdem der Divisionskommandeur Augsberger bei den Kämpfen an der Ostfront fiel, stellvertretender Kommandeur der 20. SS-Waffen-Grenadier-Division.
Nach dem Krieg, ab 1947, arbeitete Rebane beim britischen Geheimdienst MI6 und wirkte in dieser Position beim antikommunistischen Widerstand im Baltikum mit. 1961 ging er in die Bundesrepublik Deutschland und arbeitete für den deutschen Geheimdienst. Er starb am 8. März 1976 an Lungenkrebs und wurde in Augsburg bestattet. 1999 wurde Rebanes Asche nach Estland überführt und Anfang 2000 in einer offiziellen Zeremonie auf dem Waldfriedhof in Tallinn beigesetzt.
Anlässlich seines 110. Geburtstages wurde am 24. Juni 2018 eine Gedenktafel für Rebane in Mustla angebracht.